# Kurt Herbert Adler

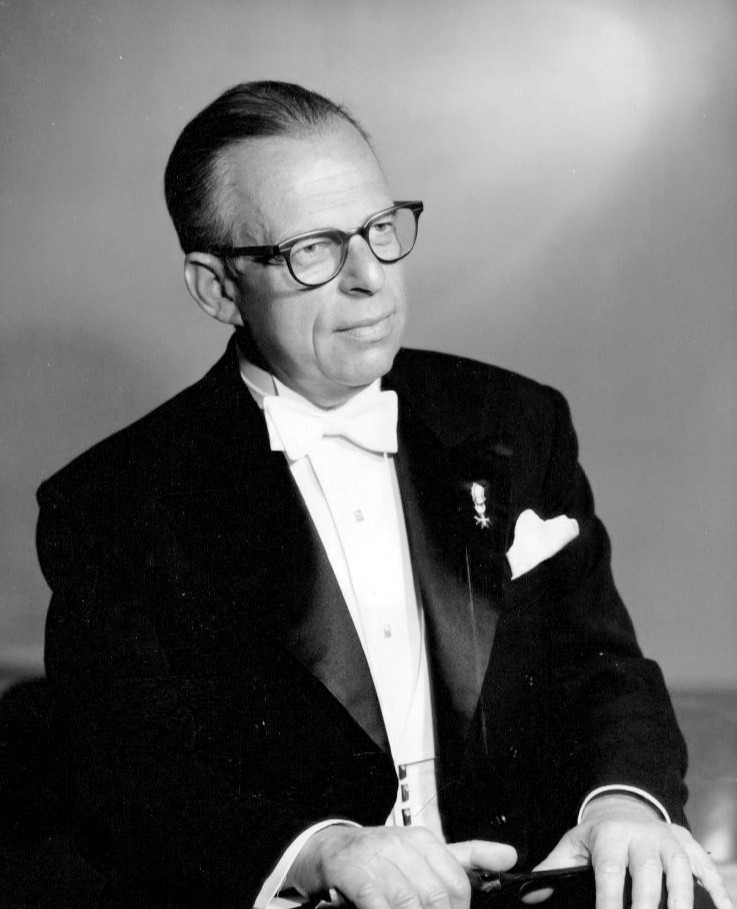
Kurt Herbert Adler (1966)

Kurt Herbert Adler, auch Kurt Adler (* 2. April 1905 in Wien, Österreich-Ungarn; † 9. Februar 1988 in Ross, Kalifornien) war ein österreichisch-amerikanischer Dirigent.

## Leben
Kurt Herbert Adler war der Sohn von Ida Adler, geborene Bauer, und des Industriellen Ernst Adler. Er war der Neffe des Politikers Otto Bauer und Großneffe des Schauspielers Adolph von Sonnenthal. Nach dem Schul-, Musikakademie- und Konservatoriumsbesuch in Wien war er von 1925 bis 1928 Kapellmeister am Theater in der Josefstadt Wien, bevor er als Opern- und Konzertdirigent 1936 und 1937 bei den Salzburger Festspielen wirkte. Weitere Tätigkeiten führten ihn nach Deutschland, in die Tschechoslowakei und nach Italien. Nach dem „Anschluss“ Österreichs 1938 floh er in die USA, wo er bei der Chicago Civic Opera beschäftigt war. Von 1938 bis 1952 dirigierte er in den USA (unter anderem in Chicago, San Francisco und Los Angeles) sowie in China (Oper und Symphonie in Schanghai). Bis 1943 leitete er den Chor, von 1953 bis 1981 als Generaldirektor das Haus der San Francisco Opera Company, in der Nachfolge von Gaetano Merola. Er holte Marilyn Horne, Birgit Nilsson und Leontyne Price zu ersten Auftritten in die USA und brachte erstmals auf amerikanischem Boden die Opern Les Troyens, A Midsummer Night’s Dream und Die Frau ohne Schatten zur Aufführung.
Adler war bis zu seiner Emeritierung 1982 Professor an der University of California und zugleich Dirigent des dortigen Symphonieorchesters. Er lebte im kalifornischen Ross.
1961 erhielt er das Große Ehrenzeichen für Verdienste um die Republik Österreich verliehen. Er wurde Ehrendoktor der University of the Pacific und der University of San Francisco, wurde mit der Berkeley Citation von der University of California ausgezeichnet, erhielt das Bundesverdienstkreuz und war Cavaliere der Italienischen Republik. Weitere Auszeichnungen erhielt er etwa von den Regierungen Italiens und Frankreichs sowie den Städten San Francisco und Marseille.
Kurt Adler war evangelisch, dreimal verheiratet und hatte zwei Kinder.
Sein Sohn Ronald Huntington Adler arbeitete ab 2001 im Direktorium der Bayerischen Staatsoper, von 2008 bis 2011 als Operndirektor und kommissarischer Intendant bei der Staatsoper Berlin und seit 2014 als künstlerischer Berater im Direktorium der Semperoper in Dresden.